# Emilio Vedova
Emilio Vedova (né à Venise, le 9 août 1919 et mort dans cette même ville le 25 octobre 2006) est un peintre et un graveur italien du XXe siècle, l'un des plus en vue après la Seconde Guerre mondiale[réf. nécessaire].

## Biographie
Né d'une famille ouvrière à Venise, Emilio Vedova commence son apprentissage pictural par l'expressionnisme et rejoint le groupe Corrente[réf. nécessaire] (1942-43), qui comprend, entre autres, les artistes Renato Guttuso et Renato Birolli.
Il rejoint la Résistance et joue un rôle artistique important dans l'immédiate après-guerre, et dans l'avant-garde européenne[réf. nécessaire].
En 1946, il cosigne le manifeste du Fronte Nuovo delle Arti[réf. nécessaire], et en 1952 il devient un membre influent[réf. nécessaire] du Gruppo degli otto (it) (Afro, Birolli, Corpora, Santomaso, Morlotti, Moreni, Turcato), organisé par le critique Lionello Venturi, un groupe qui influence le mouvement de l'Arte Povera[réf. nécessaire].
Il collabore avec Luigi Nono aux scénographies et costumes de l'opéra Intolleranza (1960)[réf. nécessaire].
En 1984, il définit tout l'éclairage scénique de l'opéra de Nono Prometeo à La Fenice[réf. nécessaire], qui lui dédicace sa première œuvre enregistrée sur bande Omaggio a Vedova (1960)[réf. nécessaire].
Vedova passe la majeure partie de sa vie à Venise, où il enseigne à l'Académie des beaux-arts.

## Œuvres
- Interno di fabbrica (1949-1950), comme autoportrait, Pinacoteca Civica, Forlì.
- Europa"(1950), Musée, Venise
- Crocifissione (1953), Galerie nationale d'art moderne, Rome[1].
- Immagine del tempo (Sbarramento), Peggy Guggenheim Collection di Venezia.
- Spagna (1961),
- Plurimo I - Le mani addosso (1961), Galerie nationale d'art moderne, Rome.